# Sphaeromides polateni
Sphaeromides polateni is een pissebed uit de familie Cirolanidae. De wetenschappelijke naam van de soort is voor het eerst geldig gepubliceerd in 1968 door Angelov.